# 말리크 이븐 아나스

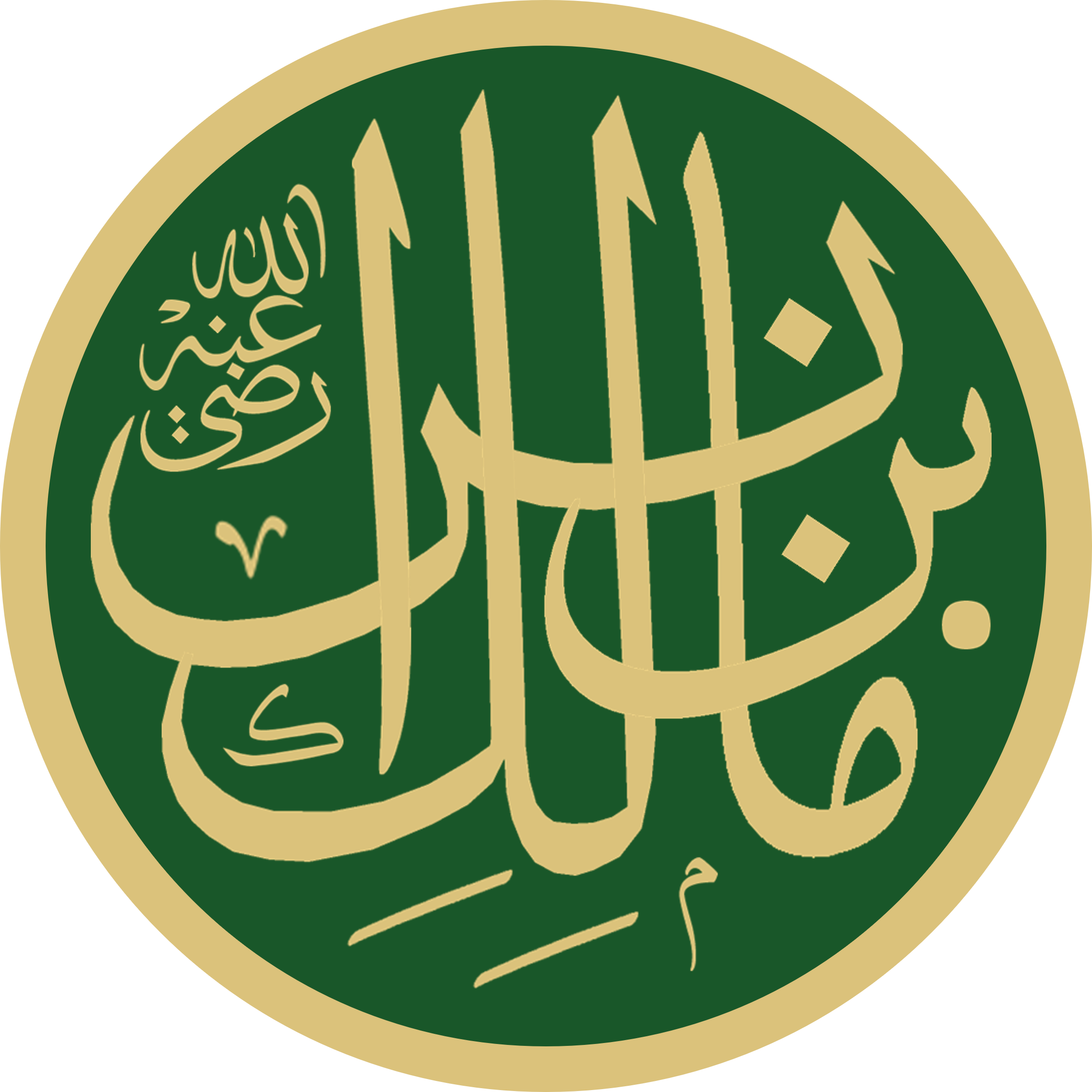

말리크 이븐 아나스(Malik ibn Anas, 711-795 CE / 93–179 AH)는 아랍인 무슬림 법학자, 신학자, 하디스 전통주의자이다. 별명은 알 이맘 말리크(al-Imām Mālik)이다. 메디나에서 태어났다. 자신의 시대에 선지자 전통학자가 되었다. 그의 동시대 사람들에 의해 "메디나의 이맘"으로 불렸으며 말리크의 법학적 문제의 관점은 자신의 생애와 그 이후로 상당히 칭송을 받았다.

## 서적
- 무와타: 초기 하디스 수록집들 중 하나
- 알무다와나 알쿠브라